# Waldemar Krzystek
Waldemar Krzystek (Swobnica, 23 de noviembre de 1953) es un director de cine y guionista polaco. Su película Ostatni prom fue proyectado en la sección Un Certain Regard del Festival Internacional de Cine de Cannes de 1990.
Su romance ambientado en la Guerra Fría de 2008 Pequeño Moscú (Mała Moskwa), ganó el León de Oro del Festival de Gydnia. En 2011, 80 Million fue seleccionada para representar a Polonia en el Mejor película internacional para los Premios Oscar.

## Filmografía
- Powinowactwo (1984)
- W zawieszeniu (1987)
- Ostatni prom (1989)
- Zwolnieni z zycia (1992)
- Polska smierc (1995)
- Nie ma zmiluj (2000)
- Pequeño Moscú (Mała Moskwa) (2008)
- 80 Million (2011)
- Fotograf (2014)